# Orlando Petinatti
Freddy Nieuchowicz Abramovich (Montevideo, 30 de marzo de 1968), conocido por su seudónimo Orlando Petinatti, es un presentador de radio y televisión, productor y empresario uruguayo. Desde el 15 de abril de 1991 conduce el programa radial de entretenimiento Malos pensamientos.

## Biografía
Nació en Montevideo en 1968, en el seno de una familia judía, como hijo de Bernardo Nieuchowicz, de origen polaco y Aída Abramovich, hija de inmigrantes judeo-lituanos, y cuyo padre trabajó como obrero en la construcción del Estadio Centenario.
Criado en el barrio de Palermo, cursó sus estudios primarios y secundarios en el Instituto Yavne, centro educativo judío, donde trabajaban sus padres. En su adolescencia integró las formativas del plantel de básquetbol de la Asociación Hebraica y Macabi.

### Vida personal
En 2005 contrajo matrimonio con Ethel Goldman. En diciembre de 2008, durante una sesión de fotos en Machu Picchu para la publicación uruguaya de la revista Caras, la pareja confirmó que estaban esperando una hija. El 24 de marzo de 2009 nació su hija, Amy Nieuchowicz Goldman. En 2010, Petinatti y su esposa se divorciaron.

## Carrera

### Radio
Sus comienzos en el área de la comunicación fueron en El Dorado FM 100.3, en 1987 en el programa El Subterráneo, conducido por Daniel Figares, donde interpretaba un personaje cómico que interrumpía la emisión normal del programa.
En 1991 creó el programa Malos Pensamientos, que se emitía en Emisora del Palacio, pasando en 1992 a CX 32 Radiomundo con una duración de dos horas. En su trayectoria radial incorporó el título de licenciado a su nombre artístico con un fin humorístico. Al año siguiente solamente se emitió por Océano FM. En ese mismo año también conducía otro programa humorístico matinal llamado Jack, el Despertador.[cita requerida]
Desde 1994 la popularidad del programa fue en aumento.[cita requerida] Una de las secciones más populares del programa se titula "La Mano", donde la audiencia le pide a Petinatti ayuda para resolver problemas en temas amorosos, sexuales, familiares y otros.
Diferencias económicas con la dirección de Océano FM lo llevaron a alejarse de la emisora en la que estuvo más de una década. Posteriormente fue director de Radio Futura, en la que se transmitió su programa Malos Pensamientos, no solo en Montevideo, sino también a través de una cadena de radios de todo el país. Malos Pensamientos ha sido el programa radial más escuchado de Uruguay.
En febrero de 2010 por diferencias económicas con la dirección de la radio se desvinculó de Radio Futura.
El 16 de agosto de ese año, Petinatti volvió a conducir su programa, pero esta vez de 15:00 a 18:00 en Azul FM 101.9 (Montevideo) y en el interior a través de la cadena Malos Pensamientos.

### Televisión
Hasta el año 1993 participó en El show del mediodía, programa conducido por Cacho de la Cruz, emitido por Teledoce. Allí representaba varios personajes de humor.
Años después, en 1996, condujo un micro programa llamado El juego del Millón, de la financiera OCA, emitido también por Teledoce. Al año siguiente, 1997, la propuesta fue La tele está servida, de emisión nocturna y fuera del horario del prime time. Condujo después los programas Noche de Miércoles y su sucesor, Mil Perdones, también en Teledoce.
Desde 2003 hasta 2016 condujo anualmente el evento Teletón Uruguay. En 2005 renunció a Teledoce y fue contratado por Canal 10 para conducir el programa "Distracción". Posteriormente, durante 2007, condujo Mundo Cruel también por Canal 10, un programa de humor y entretenimiento.
En septiembre de 2019 fue anunciado como integrante del jurado de Got Talent Uruguay, concurso de talentos estrenado en junio de 2020 por Canal 10. En 2021, de forma paralela, fichó como conductor de la versión uruguaya de ¿Quién quiere ser millonario? por la misma cadena.

### Empresario
Pettinati se encarga de la venta de publicidad en su programa, tanto de las tandas publicitarias como de las menciones dentro del programa.
Integra como socio o administrador diferentes empresas del sector radial y televisivo, como On Air S.R.L., Viernes S.R.L., así como empresas de otros rubros.
En abril de 2016, con la filtración de información financiera "Panamá Papers", fue revelado que figura como presidente y director de la sociedad anónima offshore LIVINGSTONE TRADING INC., fundada en el año 2000.

### Controversias
Petinatti ha sido catalogado como comunicador militante al ser contratado por Antel en U$S 60.000 por su participación en publicidades de la empresa no concretadas al momento de la denuncia. Dicha polémica se repite al año siguiente al confirmarse la renovación de su contrato por la misma cifra. Con anterioridad a 2023 Petinatti tuvo causas legales contra la misma empresa, denunciando un no cumplimiento de un contrato publicitario con Antel. No obstante, la justicia desestimó las acusaciones del periodista.